# Уравнение Гендерсона — Хассельбаха
Уравнение Гендерсона — Хассельбаха — связывает pH химического раствора слабой кислоты с числовым значением константы диссоциации кислоты Ka и отношением концентраций, кислоты и сопряжённого с ней основания находятся в равновесии. Применяется для расчёта рН буферных растворов.
{\displaystyle {\ce {pH}}=\mathrm {p} K_{\mathrm {a} }+\lg \left(\mathrm {\frac {[A^{-}]}{[HA]}} \right)}
{\displaystyle \mathrm {[A^{-}]} } — равновесная концентрация основания (соли данной кислоты)
{\displaystyle \mathrm {[HA]} } — равновесная концентрация кислоты
{\displaystyle \mathrm {{\underset {(acid)}{HA}}\leftrightharpoons {\underset {(base)}{A^{-}}}+H^{+}} }
Уравнение Хендерсона-Хассельбаха можно использовать для оценки pH буферного раствора путём аппроксимации фактического отношения концентраций как отношения аналитических концентраций кислоты и соли, MA. Числовое значение константы кислотности Ka известно или предполагается.
Уравнение также можно применить к основаниям, указав протонированную форму основания в качестве кислоты. Например, с амином, {\displaystyle \mathrm {RNH_{2}} }
{\displaystyle \mathrm {RNH_{3}^{+}\leftrightharpoons RNH_{2}+H^{+}} }

## Вывод уравнения
Определение константы кислотности
{\displaystyle K_{\mathrm {a} }=\mathrm {\frac {[H^{+}][A^{-}]}{[HA]}} }
Прологарифмируем равенство:
{\displaystyle \lg K_{\mathrm {a} }=\lg \left(\mathrm {\frac {[H^{+}][A^{-}]}{[HA]}} \right)}
{\displaystyle \lg K_{\mathrm {a} }=\lg[H^{+}]+\lg \left(\mathrm {\frac {[A^{-}]}{[HA]}} \right)}
{\displaystyle -\mathrm {p} K_{\mathrm {a} }=-{\ce {pH}}+\lg \left(\mathrm {\frac {[A^{-}]}{[HA]}} \right)}
{\displaystyle {\ce {pH}}=\mathrm {p} K_{\mathrm {a} }+\lg \left(\mathrm {\frac {[A^{-}]}{[HA]}} \right)}

Моделирование титрования подкислённого раствора слабой кислоты (pK_{a} = 4,7) щёлочью

Данные выводы основаны на ряде допущений и предположений:
Допущение 1 : Кислота HA является одноосновной и диссоциирует в соответствии с уравнениями
{\displaystyle {\ce {HA <=> H^+ + A^-}}}
{\displaystyle \mathrm {C_{A}=[A^{-}]+[H^{+}][A^{-}]/K_{a}} }
{\displaystyle \mathrm {C_{H}=[H^{+}]+[H^{+}][A^{-}]/K_{a}} }
CA — аналитическая концентрация кислоты , CH — концентрация иона водорода, добавленного к раствору. Самодиссоциация воды не учитывается. Величина в квадратных скобках [X] представляет собой концентрацию химического вещества X. Понятно, что символ H+ обозначает гидратированный ион гидроксония. Ka — константа диссоциации кислоты .
Уравнение Гендерсона — Хассельбаха можно применить к многоосновной кислоте, только если её последовательные значения pK отличаются не менее чем на 3. Ортофосфорная кислота является такой кислотой.
Допущение 2 . Самоионизацией воды можно пренебречь. Это предположение, строго говоря, неверно при значениях pH близких к 7, что составляет половину значения pKw , константы самоионизации воды . В этом случае уравнение баланса массы для водорода следует расширить, чтобы учесть самоионизацию воды.
{\displaystyle \mathrm {C_{H}=[H^{+}]+[H^{+}][A^{-}]/K_{a}+K_{w}/[H^{+}]} .}
Однако значение {\displaystyle \mathrm {K_{w}/[H^{+}]} } можно опустить в хорошем приближении.
Допущение 3 : соль МА полностью диссоциирует в растворе. Например, с ацетатом натрия
{\displaystyle \mathrm {Na(CH_{3}CO_{2})\rightarrow Na^{+}+CH_{3}CO_{2}^{-}} }
концентрацией иона натрия [Na+] можно пренебречь. Это хорошее приближение для электролитов 1:1, но не для солей ионов с более высоким зарядом, таких как сульфат магния MgSO4 , которые образуют ионные па́ры.
Допущение 4 : частное коэффициентов активности,, является константой в условиях эксперимента, охватываемых расчётами.
Константа термодинамического равновесия,
{\displaystyle K^{*}={\frac {[{\ce {H+}}][{\ce {A^-}}]}{[{\ce {HA}}]}}\times {\frac {\gamma _{{\ce {H+}}}\gamma _{{\ce {A^-}}}}{\gamma _{HA}}}}
является произведением отношения концентрацийи {\displaystyle {\frac {[{\ce {H+}}][{\ce {A^-}}]}{[{\ce {HA}}]}}} частное {\displaystyle \Gamma }, коэффициентов активности {\displaystyle {\frac {\gamma _{{\ce {H+}}}\gamma _{{\ce {A^-}}}}{\gamma _{HA}}}}. В этих выражениях величины в квадратных скобках означают концентрацию недиссоциированной кислоты НА , иона водорода Н+ и аниона А-; количества {\displaystyle \gamma } — соответствующие коэффициенты активности. Если можно предположить, что частное коэффициентов активности является константой, не зависящей от концентраций и pH, константа диссоциации Ka может быть выражена как частное от концентраций{\displaystyle K_{a}=K^{*}/\Gamma ={\frac {[{\ce {H+}}][{\ce {A^-}}]}{[{\ce {HA}}]}}} Преобразование этого выражения и логарифмирование даёт уравнение Хендерсона — Хассельбальха.{\displaystyle {\ce {pH}}={\ce {p}}K_{{\ce {a}}}+\log _{10}\left({\frac {[{\ce {A^-}}]}{[{\ce {HA}}]}}\right)}

## Применение к основаниям
Константа равновесия протонирования основания (англ. base),
 + H+  
представляет собой константу ассоциации, Kb , которая просто связана с константой диссоциации сопряжённой кислоты, BH+ .
{\displaystyle \mathrm {pK_{a}=\mathrm {pK_{w}} -\mathrm {pK_{b}} } }
Величина {\displaystyle \mathrm {pK_{w}} =14} при 25°С. Это приближение можно использовать, когда точное значение неизвестно. Таким образом, уравнение Хендерсона – Хассельбальха можно использовать без изменений для оснований.

## Приложение в биологии
При гомеостазе рН биологического раствора поддерживается на постоянном уровне за счёт регулирования положения равновесий.
{\displaystyle \mathrm {HCO_{3}^{-}} +\mathrm {H^{+}} \rightleftharpoons \mathrm {H_{2}CO_{3}} \rightleftharpoons CO_{2}+H_{2}O}
{\displaystyle \mathrm {HCO_{3}^{-}} }– бикарбонат-ион,  {\displaystyle \mathrm {H_{2}CO_{3}} } – угольная кислота. Однако растворимость угольной кислоты в воде может быть превышена. Когда это происходит, выделяется газообразный диоксид углерода, и вместо него можно использовать следующее уравнение.
{\displaystyle \mathrm {[H^{+}][HCO_{3}^{-}]} =\mathrm {K^{m}[CO_{2}(g)]} }
{\displaystyle \mathrm {CO_{2}(g)} } – углекислый газ, выделяющийся в виде газа. В этом уравнении, широко используемом в биохимии,  {\displaystyle K^{m}} – константа смешанного равновесия, относящуюся как к химическому равновесию, так и к равновесию растворимости. Это может быть выражено как
{\displaystyle \mathrm {pH} =6.1+\log _{10}\left({\frac {[\mathrm {HCO} _{3}^{-}]}{0.0307\times P_{\mathrm {CO} _{2}}}}\right)}
где [HCO−
3] — молярная концентрация бикарбоната в плазме крови, а PCO2 — парциальное давление углекислого газа в надосадочном газе. 

## Запись для различных процессов
| {\displaystyle {\mathsf {B+H^{+}}}\rightleftharpoons {\mathsf {BH^{+}}}}               | {\displaystyle {\ce {pH}}=\mathrm {p} K_{\mathrm {BH^{+}} }+\lg \mathrm {\frac {[B]}{[BH^{+}]}} }, {\displaystyle {\ce {pH}}=14-\mathrm {p} K_{\mathrm {B} }+\lg \mathrm {\frac {[B]}{[BH^{+}]}} } |                       |
| {\displaystyle {\ce {HA <=> A^- + H^+}}}                                               | {\displaystyle {\ce {pH}}=\mathrm {p} K_{\mathrm {a} }+\lg \mathrm {\frac {[A^{-}]}{[HA]}} }, {\displaystyle {\ce {pH}}=14-\mathrm {p} K_{\mathrm {b} }+\lg \mathrm {\frac {[A^{-}]}{[HA]}} }      | Для кислотного буфера |
| {\displaystyle {\mathsf {MOH}}\rightleftharpoons {\mathsf {M^{+}}}+{\mathsf {OH^{-}}}} | {\displaystyle {\ce {pOH}}=\mathrm {p} K_{\mathrm {b} }+\lg \mathrm {\frac {[M^{+}]}{[MOH]}} }, {\displaystyle {\ce {pH}}=14-\mathrm {p} K_{\mathrm {b} }-\lg \mathrm {\frac {[M^{+}]}{[MOH]}} }   | Для основного буфера  |

## Другие формулы расчёта pH
{\displaystyle C} — исходная молярная концентрация
{\displaystyle \alpha \approx {\sqrt {K_{a} \over C}}} — степень диссоциации
| {\displaystyle {\ce {HA}}}            | {\displaystyle {\ce {<=>}}} | {\displaystyle {\ce {A^-}}}         | {\displaystyle {\ce {+}}} | {\displaystyle {\ce {H^+}}}         |
| {\displaystyle \mathrm {C-C\alpha } } |                             | {\displaystyle \mathrm {C\alpha } } |                           | {\displaystyle \mathrm {C\alpha } } |

| {\displaystyle {\ce {MOH}}}           | {\displaystyle {\ce {<=>}}} | {\displaystyle {\ce {M^+}}}         | {\displaystyle {\ce {+}}} | {\displaystyle {\ce {OH^-}}}        |
| {\displaystyle \mathrm {C-C\alpha } } |                             | {\displaystyle \mathrm {C\alpha } } |                           | {\displaystyle \mathrm {C\alpha } } |

{\displaystyle [H^{+}]=\mathrm {\alpha C} }
{\displaystyle {\ce {pH}}=-\lg \left(\mathrm {\alpha C} \right)=-\lg \left(\mathrm {{\sqrt {K_{a} \over C}}C} \right)=-\lg \left(\mathrm {\sqrt {K_{a}C}} \right)={-\lg \left(\mathrm {K_{a}} \right)-\lg(\mathrm {C} ) \over 2}}

## История
В 1908 году Лоуренс Джозеф Гендерсон вывел уравнение для расчёта концентрации ионов водорода в бикарбонатном буферном растворе, которое выглядит следующим образом:
[H+] [HCO3–] = K [CO2] [H2O]
В 1909 году Сорен Петер Лауриц Соренсен ввёл терминологию pH, которая позволила Карлу Альберту Хассельбальху повторно выразить уравнение Хендерсона в логарифмических терминах, что привело к уравнению Гендерсона-Хассельбальха.